# Rincón (Panama)
Pour les articles homonymes, voir Rincón.
Rincón est un corregimiento situé dans le district de Gualaca, province de Chiriquí, au Panama. En 2010, la localité comptait 1 547 habitants.